# Juan Crisóstomo Bonilla
Juan Crisóstomo Bonilla Pérez  (Tetela de Ocampo, Puebla, México, 27 de enero de 1835 -† Puerto de Veracruz, Veracruz, México, 30 de enero de 1884)  fue un destacado profesor, general, liberal y servidor público mexicano, cuyo nombre lleva el Benemérito Instituto Normal del Estado de Puebla (una institución formadora de maestros de los diferentes niveles educativos), en el estado del mismo nombre, en México, y por orden del Congreso del Estado la Ciudad de Tehuacán lleva igual su nombre.

## Orígenes y primeros años
En una humilde vivienda, en el poblado de Tetela del Oro, hoy llamado Tétela de Ocampo, nació Juan Crisóstomo Bonilla Pérez, hijo de Isidro Bonilla (quien para ayudar a su subsistencia fabricaba y vendía cigarros) y de Margarita Pérez.
La situación económica de la familia Bonilla era muy precaria, su padre le enseñó a él y a su hermano, Juan terminó sus estudios de primaria en 1847, obteniendo el primer lugar en el examen público.
Posteriormente, su padre ordenó a sus hijos no regresar a la escuela, pues necesitaba de su ayuda para el sostenimiento familiar. Sin embargo, el pequeño Juan le dijo que tenía deseos de ser maestro, por lo cual no quería dejar la escuela, y ante la negativa de su padre, continuó sus estudios a escondidas, haciéndolo de tal modo, que contando con tan sólo 14 años, se convirtió en el director de la escuela de niños del Barrio de La Cañada, en el mismo Tétela, gozando de un sueldo de ocho pesos mensuales.

## Formación docente y liberal
Pasado algún tiempo fundó una escuela particular en Ixtacamaxtitlán, y fue director en 1854 de la escuela pública de ese mismo poblado.
A lo largo de su vida en Tétela de Ocampo, fue inclinándose a la militancia por el Partido Liberal (México), trabando amistad  con Juan N. Méndez, encargado de la Subprefectura de Tetela, hombre progresista y de altos ideales, igual que Bonilla, convirtiéndose ambos en importantes personajes del liberalismo poblano, conforme el tiempo y sus incursiones en la vida política del estado fueron teniendo lugar.
Siendo maestro, conoció a la mujer que más tarde sería su esposa: Doña Rosario López, quien llevaba a sus ahijados a la escuela del maestro Bonilla todos los días.
Al término de la Guerra de Tres Años, y estableciéndose en el país las Leyes de Reforma, asumió de forma provisional la presidencia Benito Juárez García, quien encabezaba el movimiento liberal a nivel nacional; mismo que convocó a elecciones y resultó elegido presidente para el periodo comprendido entre 1861 y 1865.

## Ocupación francesa
Benito Juárez, al encontrar una situación poco más que precaria en el país, se vio forzado a suspender el pago de la deuda externa, provocando de inmediato el descontento de Inglaterra, España y Francia, quienes enviaron sus tropas a México en señal de protesta.
Don Manuel Doblado, representante del país, negoció con esos países y así España e Inglaterra retiraron sus tropas, siendo Francia la única que decidió proceder de modo bélico.
Ante dichas circunstancias, Juan Crísóstomo Bonilla se trasladó a la ciudad de Puebla, poniéndose a las órdenes de Juan N. Méndez, que junto con Juan Francisco Lucas y el general Ignacio Zaragoza se aprestaron a la batalla en defensa de su nación.
Después de una batalla épica el 5 de mayo de 1862, resultaron vencedoras las fuerzas mexicanas, enviando Zaragoza el conocido mensaje al presidente Juárez: "...las armas nacionales, se han cubierto de gloria."
Sin embargo, las tropas francesas continuaron su ocupación, venciendo al ejército mexicano el 17 de mayo de 1863, y el gobierno de Juárez se retiró hacia el norte del país.

## La resistencia a la ocupación francesa
Un grupo de resistió a todo ello: el formado por Juan C. Bonilla, Méndez y Lucas.
Juan C. Bonilla recibió el nombramiento de teniente coronel de manos del gobernador Fernando María Ortega, combinando sus labores docentes con el adiestramiento militar de los habitantes de Xochiapulco.
Cuando la Legión austro-húngara invadió Telela, él y Juan Francisco Lucas tuvieron que buscar refugio en una cueva de carbón, donde recibieron de un enviado del conde de Thun una carta para pactar la paz a la que no dieron respuesta positiva.
El conde de Thun atacó Xochiapluco sin poder tomar de rehén a Doña Rosario, la esposa de Juan C. Bonilla para forzarlo a deponer las armas.
Después de posteriores luchas, Benito Juárez volvió a asumir la presidencia el 12 de octubre de 1871, con lo cual provocó la proclama del Plan de la Noria, encabezado por Porfirio Díaz, y uniéndose a él Méndez y Lucas. En dicho Plan se desconocían los poderes federales del presidente.

## Últimos años
No obstante, Juárez murió poco después en 1872 y el general Bonilla volvió a la vida privada.
En 1873 fue elegido Presidente municipal de Tetela, y el 16 de septiembre del mismo año diputado al séptimo Congreso de la Unión.
Juan N. Méndez resultó elegido presidente interino después de promulgado el Plan de Tuxtepec, y éste nombró a Bonilla gobernador del Distrito Federal, y el 22 de abril de 1877 fue nombrado gobernador constitucional del estado de Puebla, su estado natal, sumergiéndolo en una era progresista y poniendo énfasis en la instrucción pública, fundando numerosas escuelas y normales para la formación profesional de los maestros, siendo las primeras en todo el país.
Después de participar en la batalla del 2 de abril de 1867, tomando la primera columna de la calle 16 de Septiembre y 3 poniente, de la Ciudad de Puebla, el general Bonilla resultó afectado en su salud, por lo que posteriormente el 30 de enero de 1884, después de realizar una extensa labor y ocupado diversos cargos Bonilla murió a causa de una afección renal, en Estado de Veracruz, dejando como legado sus acciones por la educación y la soberanía mexicana.
Continuando el legado, su hijo el licenciado Juan Crisóstomo Bonilla López, destacado político mexicano, ocupó también el cargo de Gobernador del Estado de Puebla.